# Лесничество (Севский район)
Лесни́чество — посёлок в Севском районе Брянской области. Входит в состав Косицкого сельского поселения.

## География
Посёлок находится в юго-восточной части Брянской области, на расстоянии приблизительно 23 км (по прямой) к юго-западу от города Севск, административного центра района.

### Часовой пояс
Посёлок Лесничество, как и вся Брянская область, находится в часовой зоне МСК (московское время). Смещение применяемого времени относительно UTC составляет +3:00.

## История
На карте 1941 года отмечен был как Хинельский лесокомбинат. Также отмечался на местных картах как Лесхоз.

## Население
| 2010 | 2013 |
| ---- | ---- |
| 9    | ↘8   |

### Национальный состав
Согласно результатам переписи 2002 года, в национальной структуре населения русские составляли 82 % из 17 чел.